# Главни гребен
Главни гребен се простире од југа ка северу, правцем југоисток-северозапад. Са југа гребен почиње од тока реке Лаб и њеног утока у Ситницу, 10km северно од Приштине, све до тока реке Јошанице код Јошаничке Бање на северу.
Положај Главног гребена чини развође сливова две реке: Ибра са запада и Јужне Мораве на истоку. Најзначајнија узвишења и врхови на гребену, почев од југа ка северу су: Бели крш (1.245), Ђидовар (1.420), Оштро копље (Бајрак 1.789), Кула (1.518), Шаторица ((1.750), Калуђеров брег (1.662), Велики чир ((1.369), Дебела глава (1.379), Војетин (1.561), Панчићев врх (2.017), Велики Караман (Вучак 1.936), Велика Гобеља (1.934). 
Главни гребен, дужине 75km, уврштава се међу најдуже планинске венце у Србији. Висине гребена су најмање на његовом почетку и износе 600 м.м.в. са обе стране. После почетних 12km, Главни гребен се издиже изнад 1.000 м.н.в., а на преко 60km дужине има висине изнад 1.000 м.н.в. Највећу висину достиже на Панчићевом врху. Северни део гребена има веће надморске висине и тек на 1,5km до тока Јошанице гребен се спушта испод 1.000 м.н.в. Последњи велики врх на северном изданку гребена је Вучак. Јужни део гребена је обрастао шумом, осим малих делова на истакнутим врховима. 
Даље ка северу, гребен је обрастао пашњацима, до изворишних делова Блажевске реке, где поново преовлађује шума. Изнад рудника Бело брдо, гребен се издиже и постаје зона зона планинских пашњака. Високи део гребена је без шумске вегетације до Мале Гобеље. Одатле поново бива обрастао четинарском шумом. На Главни гребен се везује многи бочни гребени који  најчешће раздвајају долине планинских потока. Ширина гребена се креће од неколико метара до неколико стотина метара, услед чега је добро проходан и није превише рашчлањен, па је у великој мери искоришћен за колске путеве и стазе. 